# Goldquarryita
La goldquarryita és un mineral de la classe dels fosfats.

## Característiques
La goldquarryita és un fosfat de fórmula química CuCd₂Al₃(PO₄)₄F₃(H₂O)₁₀. Va ser aprovada com a espècie vàlida per l'Associació Mineralògica Internacional l'any 2001, sent publicada per primera vegada el 2003. Cristal·litza en el sistema triclínic. La seva duresa a l'escala de Mohs es troba entre 3 i 4. És un dels molt rars minerals secundaris de cadmi.
L'exemplar que va servir per a determinar l'espècie, el que es coneix com a material tipus, es troba conservat al Geologic Survey of Canada amb el número de registre: #68084.

## Formació i jaciments
Va ser descoberta a la mina Gold Quarry, situada al subdistricte miner de Maggie Creek, dins el comtat d'Eureka (Nevada, Estats Units), on es troba com a cristalls en forma d'aerosols aïllats de cristalls radiants. Aquesta mina nord-americana és l'únic indret de tot el planeta on ha estat descrita aquesta espècie mineral.